# Мело, Дантон
Дэнтон Мелло (Danton Mello) — бразильский актёр, продюсер. Родился 29 мая 1975 года в Пасусе, Минас-Жерайс, Бразилия.  
Известен своими ролями в мыльных операх TV Globo, например, Неко (Кабокла), Родольфо (Синха Моса) и Роберто (Хильда Фуракао). Также снимался в фильмах и сериалах в жанрах драма, мелодрама и комедия.  
Среди прочего, озвучил актёра Леонардо Ди Каприо в четырёх художественных фильмах, включая «Титаник» и «Пляж в Бразилии». 
С ноября 2024 года играет роль Раймундо Собрала в фильме «Гарота до момента». 
1. ↑  Internet Movie Database (англ.) — 1990.
2. ↑  https://entretenimento.band.uol.com.br/aquinaband/noticias/100000436496/danton-mello-se-emociona-durante-comemoracao-de-seu-aniversario